# Economia circolare
Economia circolare è un termine che definisce un sistema economico pensato per potersi rigenerare da solo garantendo dunque anche la sua ecosostenibilità. Secondo la definizione che ne dà la Ellen MacArthur Foundation, in un'economia circolare i flussi di materiali sono di due tipi: quelli biologici, in grado di essere reintegrati nella biosfera, e quelli tecnici, destinati ad essere rivalorizzati senza entrare nella biosfera.
In particolare, l'economia circolare è un modello di produzione e consumo attento alla riduzione degli sprechi delle risorse naturali e consistente in condivisione, riutilizzo, riparazione e riciclo di materiali e prodotti esistenti il più a lungo possibile. Una volta che il prodotto ha terminato la sua funzione, i materiali di cui è composto, laddove possibile, vengono reintrodotti nel ciclo economico e possono essere continuamente riutilizzati all'interno del ciclo produttivo generando ulteriore valore. I principi dell'economia circolare contrastano con il tradizionale modello economico lineare, fondato su uno schema opposto: estrarre, produrre, utilizzare e gettare. Tale modello, sensibile a mere ragioni di gettito e di prelievo, dipende dalla disponibilità di grandi quantità di materiali ed energia facilmente reperibili e a basso prezzo.
L'incentivazione dell'economia circolare si fonda su due capisaldi:
1. la riduzione della quantità di rifiuti da gestire, raggiungibile sia attraverso misure di prevenzione da applicare non solo durante il processo produttivo, ma già in sede di progettazione dei beni, sia selezionando con attenzione quegli scarti di lavorazione che possono essere qualificati come sottoprodotti e dunque idonei alla commercializzazione;
2. la diffusione, tramite il riciclaggio e le operazioni di recupero, dei procedimenti e dei trattamenti volti alla cessazione della qualifica di rifiuto.

## Basi

### Correnti di pensiero

Schema economia circolare

L'accezione di economia circolare può essere ricondotta a diverse correnti di pensiero; è difficile stabilire una data certa o un autore particolare da cui ha avuto origine quest'idea, dal momento che il fatto di trarre ispirazione dai processi biologici dei viventi è un modello di pensiero risalente nel tempo. 
Le applicazioni pratiche ai sistemi economici moderni ed ai processi industriali risalgono agli anni '70. L'idea di un circuito circolare dei materiali venne presentata nel 1966 da Kenneth E. Boulding nel suo articolo "The Economics of the Coming Spaceship Earth".
Nel 1976, in un rapporto presentato alla Commissione europea, dal titolo "The Potential for Substituting Manpower for Energy", Walter Stahel e Genevieve Reday delinearono la visione di un'economia circolare e il suo impatto sulla creazione di posti di lavoro, risparmio di risorse e riduzione dei rifiuti. La ricerca venne pubblicata nel 1982 nel libro Jobs for Tomorrow: The Potential for Substituting Manpower for Energy.
La promozione dell'economia circolare venne identificata come la politica nazionale nel 11º piano quinquennale della Cina a partire dal 2006. La Ellen MacArthur Foundation, un ente indipendente nato nel 2010, ha recentemente delineato l'opportunità economica di questo modello. I maggiori obiettivi dell'economia circolare sono l'estensione della vita dei prodotti, la produzione di beni di lunga durata, le attività di ricondizionamento e la riduzione della produzione di rifiuti. Insiste inoltre sull'importanza di vendere servizi piuttosto che prodotti, in riferimento al concetto della "functional service economy", che rientra nella nozione più ampia di "performance economy".

### Base scientifica
L'economia circolare prende spunto dai meccanismi di retroazione non lineari che contraddistinguono i sistemi viventi e assume che i sistemi economici debbano funzionare come organismi in cui le sostanze nutrienti sono elaborate e utilizzate, per poi essere reimmesse nel ciclo sia biologico che tecnico. Da qui deriva il concetto ricorrente, nell'ambito dell'economia circolare, di "ciclo chiuso" o "rigenerativo".
Come nozione generica trae da un certo numero di approcci più specifici, tra cui Cradle to Cradle, biomimetica, ecologia industriale e economia blu. Il concetto di economia circolare dovrebbe costituire un quadro di riferimento per il pensiero, e i suoi sostenitori sostengono che sia un modello coerentemente valido come risposta alla fine dell'era del petrolio a buon mercato e dei materiali.

## Principi più importanti

### I rifiuti sono nutrimento
I rifiuti non esistono. I componenti biologici e tecnici di un prodotto (i nutrienti, per stare alla metafora biologica) sono progettati col presupposto di adattarsi all'interno di un ciclo dei materiali, progettato per lo smontaggio e ri-proposizione. I nutrienti biologici sono atossici e possono essere semplicemente compostati. I nutrienti tecnici - polimeri, leghe e altri materiali artificiali - sono progettati per essere utilizzati di nuovo con un dispendio di energia minimo.

### La diversità è forza
Modularità, versatilità e adattabilità sono da privilegiare in un mondo in incerta e veloce evoluzione. Lavorando verso l'economia circolare, dovremmo concentrarci su prodotti di più lunga durata, sviluppati per l'aggiornamento, l'invecchiamento e riparazione, considerando strategie come il design sostenibile. Diversi prodotti, materiali e sistemi, con molti collegamenti e misure sono più resistenti di fronte a shock esterni, rispetto ai sistemi costruiti solo per l'efficienza.

### Fine dello spreco d’uso del prodotto
Gran parte della materia trasformata in oggetti giace inutilizzata per la maggior parte della sua vita. Magazzini colmi di macchinari in attesa di essere dismessi, scatoloni in cantina pieni di vestiti con scarso valore affettivo, oggetti comprati e usati una volta l'anno. L'economia circolare guarda ai processi di condivisione di prodotti e oggetti (economia collaborativa). Ad esempio un automobile giace inutilizzata per circa il 90% del suo tempo contro il 60% di un'auto del car sharing.

### Pensiero sistemico
La capacità di capire come le cose si influenzano reciprocamente, entro un intero. Gli elementi sono considerati come 'adatti a' infrastrutture, ambiente e contesto sociale. Il pensiero a sistemi di solito si riferisce a sistemi non lineari: sistemi in cui attraverso condizioni di retroazione e partenza imprecisa il risultato non è necessariamente proporzionale all'ingresso e dove l'evoluzione del sistema è possibile: il sistema può evidenziare proprietà emergenti. Esempi di questi sistemi sono tutti i sistemi viventi e qualsiasi sistema aperto come i sistemi meteorologici o le correnti oceaniche; anche le orbite dei pianeti hanno caratteristiche non lineari.
La comprensione di un sistema è cruciale quando si cerca di definire e pianificare le correzioni del sistema stesso. Se mancano o sono male interpretate le tendenze, i flussi, le funzioni di, e le influenze umane su, i nostri sistemi socio-ecologici potrebbe portare a risultati disastrosi. Per evitare errori di progettazione, una comprensione del sistema deve essere applicato al tutto e ai dettagli del piano. L'associazione The Natural Step ha creato una serie di condizioni (o principi di sostenibilità), che possono essere applicate quando si progetta un'economia circolare per garantire l'allineamento con le funzioni del sistema socio-ecologico.
Il concetto di economia circolare è stato precedentemente espresso come la circolazione del denaro verso beni, servizi, diritti di accesso, documenti importanti, ecc, come nel nostro sistema di macroeconomia. Questa situazione è stata illustrata nei molti schemi aventi ad oggetto denaro e circolazione dei beni associati con il nostro sistema sociale. Come sistema, varie agenzie o enti sono collegati da vie attraverso cui le varie merci vengono scambiate verso un corrispettivo in denaro. Tuttavia questa situazione è differente dalla economia circolare sopra descritta, dove il flusso è in una sola direzione, cioè fino a quando le merci riciclate sono sparse nuovamente nel sistema.

## Disciplina interna

### Primi passi
I primi interventi legislativi in materia di economia circolare si sono avuti con la L. n. 166 del 19 agosto 2016, sul contrasto allo spreco di beni alimentari e di farmaci invenduti. Il fine di tale provvedimento, in ottemperanza ai programmi europei in tema di economia circolare, era quello di evitare gli sprechi nel settore alimentare e di recuperare e riutilizzare prodotti farmaceutici e altri beni di necessità non deperibili. Già nel 2015, con la L. n. 221 del 28 dicembre 2015 in tema di green economy, il legislatore aveva stabilito che i sottoprodotti della trasformazione degli zuccheri tramite fermentazione, quelli della produzione e della trasformazione degli zuccheri da biomasse non alimentari, nonché i sottoprodotti della lavorazione o raffinazione di oli vegetali fossero da inserire nell'elenco dei sottoprodotti utilizzabili negli impianti a biomasse e biogas al fine dell'accesso ai meccanismi di incentivazione della produzione di energia elettrica da impianti a fonti rinnovabili. Tale disposizione, contenuta nell'art. 13 della citata legge, era stata introdotta “al fine di ridurre l’impatto ambientale dell’economia italiana in termini di produzione di anidride carbonica e di realizzare processi di produzione in un’ottica di implementazione di un’economia circolare” .

### Pacchetto Economia Circolare
Il 14 giugno 2019 è stato pubblicato il c.d. Pacchetto Economia Circolare (in vigore dal 4 luglio 2018), composto da quattro Direttive intervenute a modificarne sei precedenti in materia di rifiuti. Si tratta della:
1. Direttiva UE 2018/849, in modifica delle precedenti direttive in materia di veicoli fuori uso, pile e accumulatori, rifiuti di apparecchiature elettriche ed elettroniche [N 1];
2. Direttiva UE 2018/850, in modifica della precedente direttiva in materia di discariche [N 2];
3. Direttiva UE 2018/851, in modifica della precedente direttiva relativa ai rifiuti [N 3];
4. Direttiva UE 2018/852, in modifica della precedente direttiva in tema di imballaggi e rifiuti da imballaggio [N 4].

Successivamente, il 5 marzo 2020, il Consiglio dei Ministri ha approvato in via preliminare gli schemi di decreto legislativo recanti attuazione delle disposizioni contenute nelle Direttive UE. Il fine di questi interventi è di evitare o ridurre al minimo la produzione di rifiuti attraverso l'armonizzazione della raccolta differenziata, la limitazione di prodotti monouso e la promozione di un mercato delle materie prime seconde di alta qualità. L'obiettivo è quello di passare entro il 2035 dal 65 al 70% di riciclaggio e per i rifiuti da imballaggio dal 75 all'80%, mentre il conferimento in discarica non dovrà superare il 10% dei rifiuti prodotti.

### Responsabilità estesa del produttore
Al fine di convertire il rifiuto in risorsa reimmettendolo nel ciclo produttivo attraverso il riciclaggio o al fine di prolungare il ciclo di funzionamento dei prodotti, il legislatore italiano, nel rispetto nella normativa europea (in particolare della Direttiva UE 2018/851), ha introdotto il citato regime di responsabilità estesa del produttore, che consiste nell'applicazione di una serie di misure volte ad assicurare che ai produttori spetti la responsabilità finanziaria e organizzativa della gestione della fase del ciclo di vita in cui il prodotto diventa rifiuto . Le misure adottate possono essere legislative o non legislative e possono includere l'accettazione dei prodotti restituiti e dei rifiuti che restano dopo l'utilizzo di tali prodotti, nonché la successiva gestione dei rifiuti e la responsabilità finanziaria per tali attività; oppure possono includere l'obbligo di mettere a disposizione del pubblico informazioni relative alla misura in cui il prodotto è riutilizzabile e riciclabile.

### Nuova definizione di rifiuti urbani
La novità assoluta introdotta dalle Direttive UE è la nuova definizione di “rifiuti urbani”, che pone fine all'annosa questione dell'assimilazione dei rifiuti speciali ai rifiuti urbani introdotta con il decreto Ronchi del 1997, il quale aveva sottoposto entrambe le tipologie di rifiuto al medesimo regime normativo e fiscale. Ai sensi della Direttiva UE 2018/851, per “rifiuti urbani” si intendono:
- “rifiuti domestici” indifferenziati e da raccolta differenziata, ivi compresi carta e cartone, vetro, metalli, plastica, rifiuti organici, legno, tessili, imballaggi, rifiuti di apparecchiature elettriche ed elettroniche, rifiuti di pile e accumulatori e rifiuti ingombranti, ivi compresi materassi e mobili;
- rifiuti indifferenziati e da raccolta differenziata provenienti da altre fonti che sono simili per natura e composizione ai rifiuti domestici [11].

La stessa Direttiva, infine, precisa che i rifiuti urbani non includono i rifiuti della produzione, dell'agricoltura, della silvicoltura, della pesca, delle fosse settiche, delle reti fognarie e degli impianti di trattamento delle acque reflue, ivi compresi i fanghi di depurazione, i veicoli fuori uso o i rifiuti da costruzione e demolizione.

## Gestione strategica in un'economia circolare
La EC non mira a cambiare il paradigma di massimizzazione del profitto delle imprese. Piuttosto, suggerisce un modo alternativo di pensare in come ottenere un vantaggio competitivo duraturo, affrontando contemporaneamente le preoccupazioni ambientali e socio-economiche del XXI secolo. Infatti, allontanarsi da forme di produzione lineari può` molto spesso portare allo sviluppo di nuove competenze distintive lungo la catena del valore e, in definitiva, a prestazioni superiori che riducono i costi, migliorano l'efficienza, soddisfano le normative più rigide e rispondono alle aspettative di quei consumatori più` sensibili a temi ambientali. Ma nonostante i molteplici esempi di aziende in tutti i settori che hanno abbracciato con successo soluzioni circolari e nonostante la ricchezza di opportunità ancora esistenti, i processi decisionali in materia di EC rimangono un esercizio altamente complesso che richiedono la definizione chiara di azioni circolari specifiche adattabili al profilo e agli obiettivi dell'impresa. La complessità e il disorientamento sull'argomento sono ancora fortemente sentiti dalla maggior parte delle aziende (soprattutto le PMI), che percepiscono le strategie circolari come qualcosa di non applicabile a loro o troppo costoso e rischioso da implementare. Questa preoccupazione è oggi confermata dai risultati di studi di monitoraggio in corso come il Circular Readiness Assessment.
La strategia d’impresa è l'ambito di gestione aziendale che può` consentire alle aziende di valutare attentamente le proprie scelte ispirate alla EC, ma anche di scomporre un'impresa nelle sue parti e indagare se/come/dove esistono o si potrebbero impiantare fonti di circolarità. Il libro Strategic Management and the Circular Economy ha definito per la prima volta un processo decisionale strategico di EC, coprendo le fasi di analisi, formulazione e pianificazione. Ogni fase è supportata da approcci e strumenti tipici della consulenza gestionale, come alberi concettuali, catena del valore, VRIO, le 5 forze di Porter, PEST, SWOT, l'orologio strategico o la matrice di internazionalizzazione – tutti concetti rivisti in chiave EC, rivelando così nuove serie di domande e considerazioni. Sebbene ancora da verificare, si sostiene che tutti gli strumenti di riferimento del pensiero strategico possono infatti essere calibrati con parametri di EC. Tale argomentazione è già stata fatta in riferimento alla matrice della direzione strategica del prodotto rispetto al mercato, alla matrice GE per valutare la forza dell'azienda rispetto all'attrattività del settore, alla matrice BCG della quota di mercato rispetto al tasso di crescita del settore e alla matrice del portafoglio di Kraljic.